# Rally Costa Brava de 2009
El Rally Costa Brava de 2009 fue la 57.ª edición y la décima ronda de la temporada 2009 del Campeonato de España de Rally. Se celebró del 6 al 7 de noviembre y contó con un itinerario de nueve tramos sobre asfalto que sumaban un total de 153,09 km cronometrados. Sergio Vallejo terminó en la cuarta posición que le valió para proclamarse campeón de España de manera matemática, a falta de una prueba.

## Clasificación final
| Pos. | Piloto                | Copiloto         | Coche                   | Tiempo    | Diff.   |
| ---- | --------------------- | ---------------- | ----------------------- | --------- | ------- |
| 1.   | Andreas Mikkelsen     | Ola Floene       | Škoda Fabia S2000       | 1:40:09.2 | 0.0     |
| 2.   | Alberto Hevia         | Alberto Iglesias | Škoda Fabia S2000       | 1:40:17.7 | +8.5    |
| 3.   | Xavi Pons             | Alex Haro        | Mitsubishi Lancer Evo X | 1:41:00.7 | +51.5   |
| 4.   | Sergio Vallejo        | Diego Vallejo    | Porsche 911 GT3         | 1:41:10.6 | +1:01.4 |
| 5.   | Dani Solá             | Óscar Sánchez    | Mitsubishi Lancer Evo X | 1:42:27.3 | +2:18.1 |
| 6.   | Josep María Membrado  | Jordi Vilamala   | Mitsubishi Lancer Evo X | 1:44:28.3 | +4:19.1 |
| 7.   | Joan Vinyes           | Jordi Mercader   | Renault Clio R3         | 1:45:02.5 | +4:53.3 |
| 8.   | Albert Orriols        | Lluis Pujolar    | Mitsubishi Lancer Evo X | 1:45:24.0 | +5:14.8 |
| 9.   | Jonathan Pérez Suárez | Enrique Velasco  | Renault Clio R3         | 1:46:33.5 | +6:24.3 |
| 10.  | Mario Ceballos        | Borja Rozada     | Subaru Impreza WRX STi  | 1:47:40.9 | +7:31.7 |